# Sonetterna till Orfeus
Sonetterna till Orfeus (tyska: Die Sonette an Orpheus) är en diktsvit från 1923 av Rainer Maria Rilke. Den består av 55 sonetter som Rilke skrev under tre veckor i februari 1922. Verket har undertiteln skrivna som en gravvård över Wera Ouckama Knoop (geschrieben als ein Grab-Mal für Wera Ouckama Knoop). Sonetterna skrevs på slottet Muzot i Veyras, Schweiz, under samma tid som Rilke färdigställde diktsamlingen Duinoelegier, i vad han själv beskrev som "en storm i anden". Tillsammans med Duinoelegier hör Sonetterna till Orfeus till Rilkes allra kändaste och mest lästa arbeten.
Verket finns i tre svenska tolkningar: Mirjam Tuominens från 1957 med titeln Orfeus-sonetterna, Lars Gustafssons från 1987 och Martin Tegens från 2009. Därtill finns ett urval i Patrik Reuterswärds samling Rilke från 1988.

## Mottagande
Michel Ekman recenserade Martin Tegens översättning i Svenska Dagbladet 2009, och jämförde sonetterna med de storslagna dikterna i Duinoelegier: "Trots att de riktar sig till en gud är måttstocken mera mänsklig, jordisk. Och även om de har skrivits till minne av en tidigt död ung kvinna, bekant till poeten, är de till sitt väsen bejakande, hyllande, ofta starkt sensuella. ... Vissa av dikterna har en nästan bagatellartad lätthet som man inte normalt förbinder med Rilke, men som försvarar sin plats i denna världsliga encyklopedi." Ekman skrev om de olika svenska översättningarna: "Tegens tolkningar är mycket fina och boken innehåller även originaldikterna. Ändå är det allra bästa om man kan läsa flera versioner parallellt eftersom de tar fram olika sidor av Rilkes dikter. ... Gustafssons tolkningar är ställvis lättare att förstå än Tegens, men Tegen har den stora fördelen att han oftare är trogen originalens rytm, och därmed suggestionskraft."